# مؤسسه ملی تحقیقات فضایی
مؤسسه ملی تحقیقات فضایی (پرتغالی: Instituto Nacional de Pesquisas Espaciais) یک واحد متعلق به وزارت علوم و فناوری کشور برزیل است. هدف اصلی این مؤسسه شامل انجام تحقیقات علمی و کاربردهای فناوری و کارکنان کارآزموده در زمینه‌های علوم فضایی، علوم جوی، مهندسی هوافضا و فناوری فضایی اشاره کرد.
تحت شرایطی که این مرکز مسئول تحقیقات غیرنظامی در زمینه علوم هوافضاست، فرماندهی کل فناوری هوافضا که شاخه ای از نیروی هوایی برزیل می‌باشد، بازوی نظامی تحقیقات فضایی محسوب می‌شود. مقر این مرکز در سائو ژوزه دوس کامپوس، سائو پائولو قرار گرفته.